# Freak (canção de Lana Del Rey)
"Freak" é uma canção gravada pela cantora e compositora americana Lana Del Rey contida em seu quarto álbum de estúdio, Honeymoon (2015). A composição foi realizada pela intérprete com o auxílio de Rick Nowels, os quais também a produziram com Kieron Menzies. Musicalmente, é uma canção de estilo trap cuja instrumentação apresenta o trabalho de saxofone, bateria Roland TR-808 e linhas de baixo que ecoam. O tema foi gravado no The Green Building, em Santa Mônica, na Califórnia, em meados de 2015.
Logo após o lançamento de Honeymoon, a faixa foi recebida com aclamação pelos críticos musicais, que prezaram a sua melodia e os vocais da artistas, bem como a sua explícita celebração à Califórnia. O vídeo musical relativo à canção estreou no dia do seu lançamento, em uma cerimônia realizada em Los Angeles. Nele, Del Rey contracena com o cantor americano Father John Misty e com as garotas que estrelaram o vídeo de "Music to Watch Boys To", e aparece a ter alucinações com o seu companheiro depois de consumirem substâncias psicoativas. A gravação recebeu análises positivas dos profissionais especializados, que a descreveram como um dos melhores lançamentos de 2016.

## Crítica profissional
Após o lançamento do álbum, "Freak" recebeu aclamação dos críticos musicais. Mike Wass, do site Idolator, descreveu-a como a faixa com sonoridade mais contemporânea de Honeymoon. No portal Digital Spy, Amy Davidson escreveu: "A sua devoção lírica à 'esquisitice' parece ter vindo da música R&B dos anos 1990, mas é muito melhor do que isto".

## Vídeo musical

### Desenvolvimento e lançamento

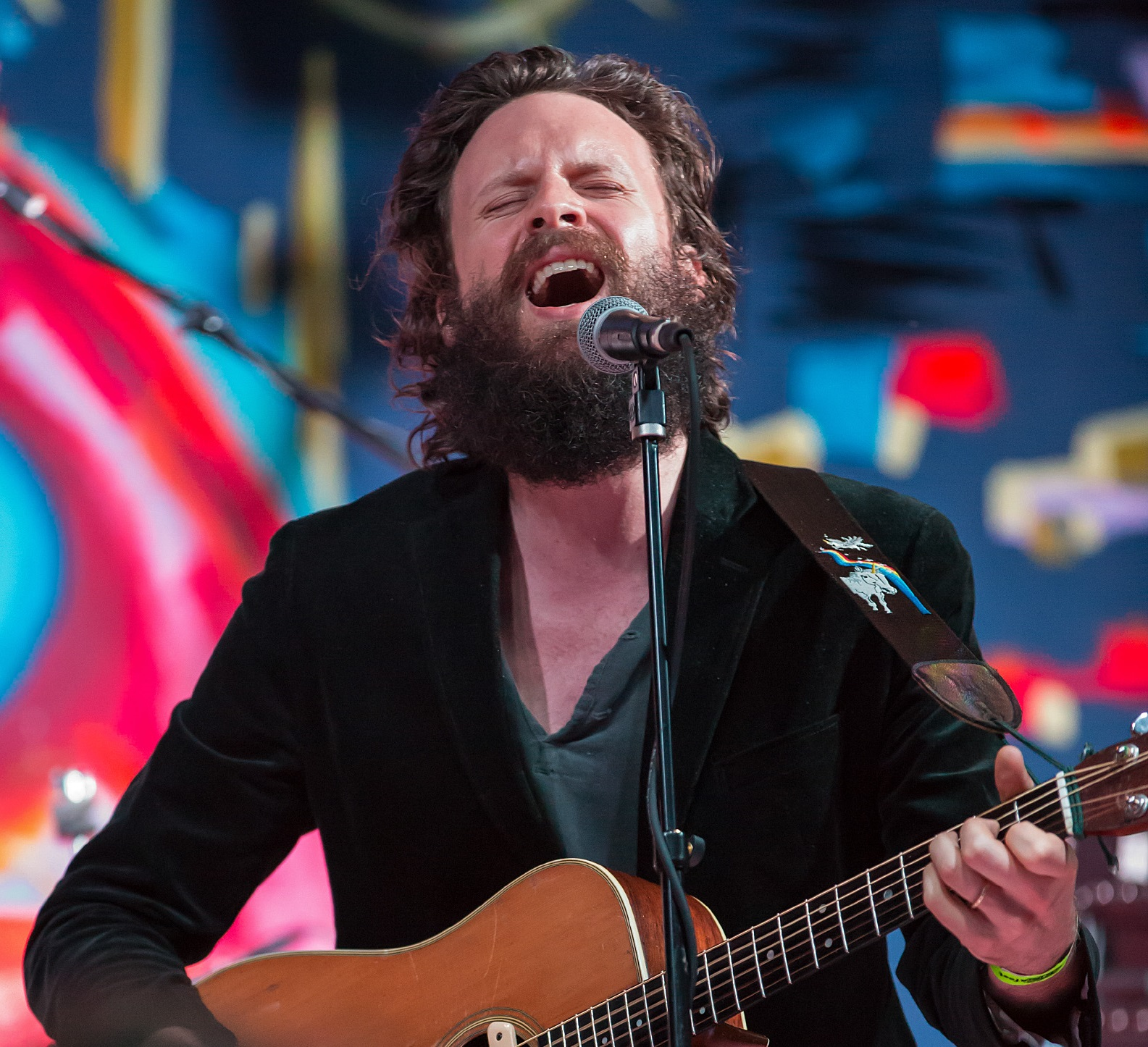
O americano Father John Misty, nome artístico de Joshua Michael Tillman, interpreta o amante de Lana Del Rey na produção.

O vídeo musical acompanhante de "Freak" foi produzido por Yours Truly e dirigido pela própria Lana Del Rey. Os primeiros relatos sobre a gravação foram divulgados pela própria artista através de um vídeo publicado em seu perfil na plataforma Vevo, em 8 de setembro de 2015, que contém trechos da produção, bem como dos vídeos musicais de "Music to Watch Boys to" — ainda não lançada à época —, "Terrence Loves You" e "High by the Beach". Foi nesta gravação também que uma demonstração de "Freak" foi reproduzida pela primeira vez. No supracitado teledisco, a cantora aparece com as garotas que estrelam a produção. Além das garotas, que também protagonizam o vídeo de "Music to Watch Boys to", revelado em 30 daquele mês, Del Rey contracena com o cantor americano Father John Misty. No entanto, àquela altura a participação do cantor não era do conhecimento público. Segundo a intérprete, a produção foi inspirada por uma obra em movimento do pintor francês Claude Monet. Como a cantora apreciava o trabalho de John Misty, convidou-o para estrelar o trabalho.
No início de 2016, a cantora publicou imagens em seu perfil no Instagram, por meio das quais revelou a participação de John Misty na gravação. A cantora também utilizou as redes sociais para publicar excertos do material, em um dos quais aparecia rodeada por garotas juntamente com o cantor. Mais tarde, Del Rey anunciou que a estreia da gravação ocorreria em 9 de fevereiro. Um evento foi realizado no teatro The Wiltern, em Los Angeles. Lana Del Rey foi a anfitriã da cerimônia, durante a qual interpretou "Honeymoon", faixa-título do disco. No mesmo dia, a artista publicou o material on-line em seu perfil no site Vevo. Na iTunes Store, foi disponibilizado para comercialização em 11 de fevereiro.

### Síntese

Captura de tela de duas cenas distintas do vídeo. Acima, o momento em que Father John Misty tem alucinações e aparece rodeado por garotas que lhe fazem carícias. Embaixo, os artistas realizam movimentos de dança envoltos por densa névoa.

Com duração superior a dez minutos, o vídeo consiste basicamente em cenas nas quais Del Rey e o seu companheiro consomem LSD e, por conseguinte, têm alucinações. A gravação, que se passa aparentemente em um ambiente rural, inicia-se com imagens do planeta terra a realizar o movimento de rotação, e os nomes da artista e da canção a estamparem a produção. Posteriormente, as cenas são substituídas pelas de Father John Misty a caminhar em um campo; Del Rey aparece logo em seguida também a caminhar. Os dois dirigem-se a um penhasco, onde o cantor começa a tocar guitarra, enquanto a intérprete consome um copo de Mountain Dew Code Red. Del Rey, então, aproxima-se do seu amante e fornece-lhe substâncias psicoativas, que logo o fazem ter alucinações. Neste momento, entram em cena diversas garotas que rodeiam o cantor e passam a acariciá-lo, enquanto Del Rey, sentada no chão, continua a consumir a sua bebida. Nas cenas seguintes, a intérprete continua a consumir a supracitada Mountain Dew e a ter alucinações, bem como o seu parceiro, que torna a ficar rodeado pelas garotas. Nos momentos finais da canção, a cantora realiza movimentos de dança com Father John em meio a uma névoa densa.
Aos cinco minutos e trinta segundos de duração, aproximadamente, começa a tocar "Clair de Lune" (1905), do compositor francês Claude Debussy, e as cenas anteriores são substituídas pelas quais a cantora, as supracitadas garotas e, próximo ao fim da gravação, John Misty aparecem a rodopiar em um ambiente subaquático. Essas cenas foram interpretadas como parte de alucinações dos artistas decorrentes do consumo de substâncias psicoativas exibidos no início do vídeo.

## Faixas e formatos
| Download digital |         |         |  |
| N.º              | Título  | Duração |  |
| 1.               | "Freak" | 4:55    |  |

## Créditos
Lista-se abaixo os profissionais envolvidos na elaboração de "Freak":
- Lana Del Rey: vocal principal, composição, produção, efeitos de mellotron
- Kieron Menzies: produção, bateria Roland TR-808, percussão
- Rick Nowels: produção, composição, bateria, sintetizador, guitarra elétrica
- Chris Garcia, Trevor Yasuda: engenharia musical
- Iris Sofia, Phil Joly: assistente de engenharia musical
- Rusty Anderson: efeitos de guitarra
- Leon Michels: saxofone, sintetizador

## Desempenho nas tabelas musicais

### Posições
| Tabela musical (2015)                 | Melhor posição |
| ------------------------------------- | -------------- |
| Eslováquia (IFPI Slovenská Republika) | 79             |

## Histórico de lançamento
| País  | Data                   | Formato          | Gravadora       |
| ----- | ---------------------- | ---------------- | --------------- |
| Mundo | 9 de fevereiro de 2016 | Download digital | Universal Music |